# مؤتمر فيينا للمعارضة العراقية (1992)
في 16 إلى 19 حزيران/يونيو 1992 عقد في فيينا عاصمة النمسا أول مؤتمر للمعارضة العراقية، بمشاركة عدد من فصائل وشخصيات المعارضة لنظام صدام حسين. حضر المؤتمر ما يقارب 200 شخصية معارضة اختارت هيئة عامة من 87 شخصاً انتخبت بدورها لجنة تنفيذية تضم 17 شخصاً مهمتها الاشراف على خطة العمل المشتركة التي تم إقرارها في مختلف المجالات السياسية والميدانية والعسكرية للإطاحة بنظام صدام حسين. وقد بلغت نفقات عقد المؤتمر أكثر من 100 ألف جنيه استرليني.

## أعضاء اللجنة التنفيذية المختارة
ومن بين أعضاء اللجنة التنفيذية التي اختارها المؤتمر:
- هوشيار زيباري
- محسن دزئي
- الدكتور لطيف رشيد
- الدكتور محمد علي
- أكرم الحكيم
- محمد عبد الجبار الشبوط
- الدكتور ليث كبة
- محمد الآلوسي
- علي عبد العزيز
- الشيخ سامي عزاري المعجون
- الشيخ حسين الشعلان
- أحمد الجلبي
- الدكتور عبد الحسين شعبان
- صلاح الشيخلي
- العقيد عزيز قادر

## المشاركون
ومن بين المنظمات التي حضرت المؤتمر الحزبان الكرديان العراقيان الحزب الديمقراطي الكردستاني بزعامة مسعود بارزاني والاتحاد الوطني الكردستاني بزعامة جلال طالباني والمجلس الإسلامي العراقي وممثلون عن القوميين وعن الأحرار الديموقراطيين.

## المقاطعون
قاطع عدد من منظمات المعارضة العراقية مؤتمر فيينا على أساس ان منظميه لا يمثلون مجمل المعارضة العراقية. ومن أبرز المنظمات والشخصيات التي قاطعت المؤتمر:
- المجلس الأعلى للثورة الإسلامية في العراق، برئاسة محمد باقر الحكيم
- مجلس العراق الحر
- سعد صالح جبر
- حزب الدعوة الإسلامية
- حزب العمل الإسلامي
- الوفاق الوطني الديموقراطي
- صلاح عمر العلي
- الحزب الشيوعي العراقي
- الهيئة العراقية المستقلة
- حسن النقيب.